# Енн Шедін
Енн Шедін (англ. Anne Schedeen, нар. 7 січня 1949) — американська акторка телебачення та кіно, найвідоміша за роллю Кейт Таннер у серіалі «Альф».

## Життєпис

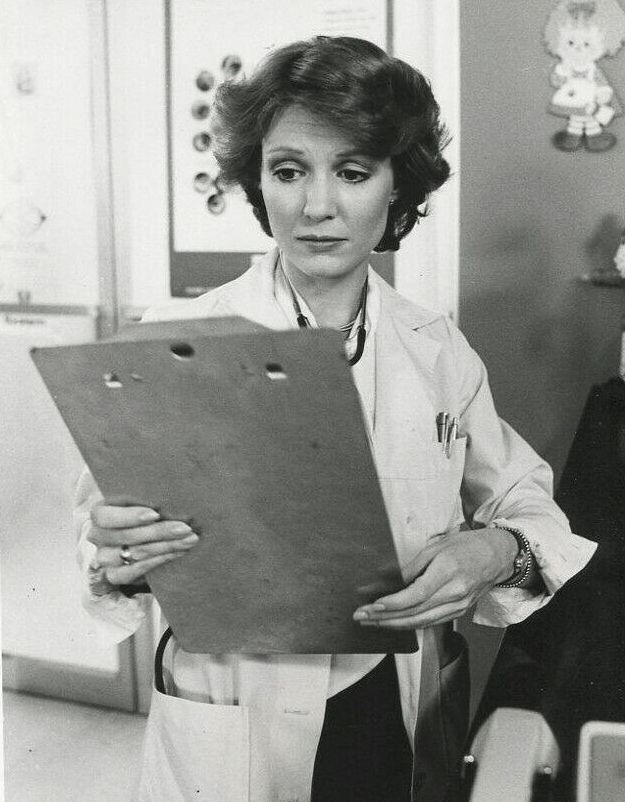
Енн Шедін у телефільмі «Ніколи не кажи ніколи», 1979 рік

Енн Шедін народилася 7 січня 1949 року в Портленді, штат Орегон. Її мати, Бетті Джейн (уроджена Мур), також була родом з Портленда, а її батько - Роланд Е. «Полі» Шіден, фермер і колишній сенатор штату Орегон  шведського походження . Її родинне прізвище до англізації було Сьодін. У Шіден є двоє молодших братів і сестер: сестра Сарабет і брат Тоні, а також старший зведений брат Брінклі (1946-2009) від першого шлюбу матері.
Шендін описувала себе як інтровертну дитину: «Я була настільки інтровертною дівчинкою, що ховалася під ніжками обіднього столу і просто слухала дорослих». Через її надзвичайну сором'язливість мати записала її до молодіжних театральних гуртків, щоб допомогти їй «відчути себе комфортніше у світі». Шен навчалася і виступала у Портлендському громадському театрі. Шен виросла на фермі за межами Ґрешама, штат Орегон, і відвідувала середню школу Ґрешама,  яку закінчила у 1967 році. Після закінчення школи Шедін навчалася в Портлендському державному університеті, а згодом у коледжі Форт Райт у Топпеніші, штат Вашингтон. Її першою професійною акторською роботою був виступ у театрі на острові Кауаї на Гаваях . Згодом вона переїхала до Нью-Йорка, щоб продовжити акторську кар'єру.

### Карьєра
У Нью-Йорку Шен спершу працювала в літньому біржовому театрі та рекламних роликах, а потім підписала акторський контракт з Universal Pictures, після чого переїхала до Лос-Анджелеса. 
З 1974 по 1976 рік Шен з'явилася в епізодичній ролі Керол у серіалі «Швидка допомога!», і знялася в епізодичній ролі дочки доктора Маркуса Велбі, Сенді Портер, у 12 епізодах медичної драми «Доктор Маркус Велбі» . 1976 року вона отримала роль другого плану в науково-фантастичному фільмі жахів «Ембріон» разом з Рок Гадсоном і Даян Ледд, де зіграла невістку лікаря (Хадсон), який використовує гормони росту, щоб почати вирощування людей .
У 1979 році вона зіграла роль другого плану в телевізійній драмі "Чемпіони: Історія кохання,  а згодом знялася в кількох епізодах комедійного серіалу «Компанія трьох» з 1977 по 1982 роки Шедін зіграла роль другого плану в недовготривалому серіалі «Паперові ляльки» (1984), разом з Лорен Гаттон і Морган Фейрчайлд .
У 1986 році приєдналася до гурту акторів, що брали участь у зйомках комедійного телесеріалу «Альф» телекомпанії Alien Productions. Роль дружини Віллі - Кейт Таннер, принесла їй величезну популярність і любов аудиторії. Після завершення серіалу вона з'явилася в серіалі «Перрі Мейсон»: Справа зловмисного мафіозі» (1991), а потім ролі другого плану в телевізійному фільмі «Богомол, що молиться» (1996) і трилері «Небесні в'язні» (1996) з Алеком Болдуїном і Келлі Лінч у головних ролях.
У 2001 році Енн Шедін знялася в епізодичній ролі в юридичній драмі «Справедлива Емі» .

## Особисте життя
У 1984 році одружилася з актором Крістофером Барретом. В 1989 році народила дочку. 
Час від часу Енн Шедін дає уроки акторської майстерності.

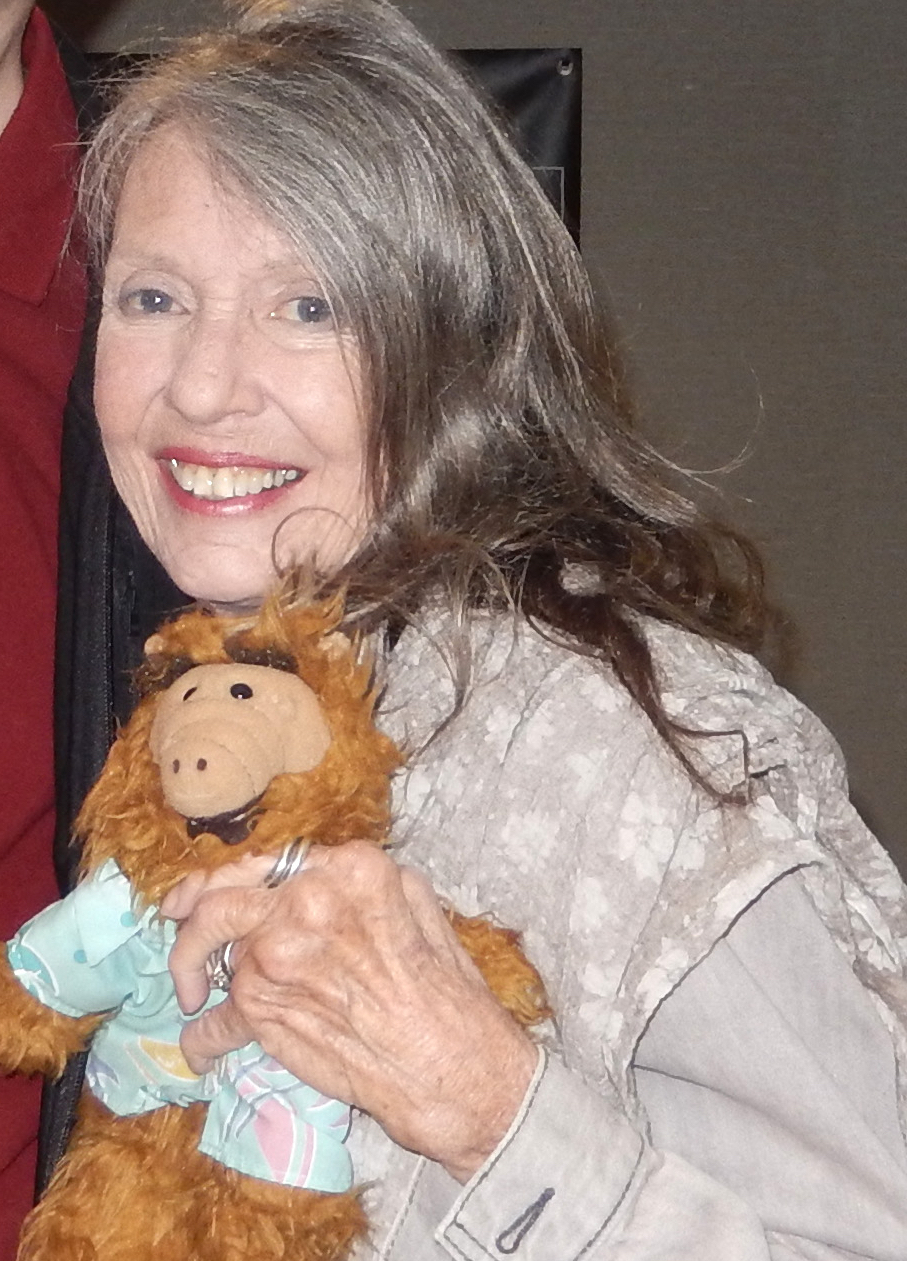
Енн Шедін з іграшкою Альфа в 2019 році.

У 2015 році Енн Шедін стала амбасадором болгарської неприбуткової організації Holiday Heroes, яка допомагає малозабезпеченим сім'ям .

## Фільмографія
| Рік       |   | Українська назва       | Оригінальна назва          | Роль The Six Million Dollar Man |
| --------- | - | ---------------------- | -------------------------- | ------------------------------- |
| 1973—1978 | с | Чоловік на 6 мільйонів | The Six Million Dollar Man | Тіна Ларсон                     |
| 1982—1985 | с | Саймон та Саймон       | Simon & Simon              | Бейлі Рендалл                   |
| 1986—1990 | с | Альф                   | ALF                        | Кетрін Дафна Таннер             |
| 1986      | ф | Повільний вогонь       | Slow Burn                  | Мона                            |
| 1991      | с | Перрі Мейсон           | Perry Mason                | Паула Баррет                    |
| 1996      | ф | Бранці небес           | Heaven's Prisoners         | епізодична роль                 |